# Joshua Alford
Joshua Alford (nascido em 25 de maio de 1995) é um nadador paralímpico australiano.

## Natação
Alford competiu em três provas da natação nos Jogos Paralímpicos de Verão de 2016 no Rio de Janeiro. Terminou em oitavo na final dos 100 metros costas, no entanto, não avançou às finais dos 200 metros livre S14 e dos 200 metros medley individual masculino, na categoria SM14.